# Pseudovigna puerarioides
Pseudovigna puerarioides är en ärtväxtart som beskrevs av Ern. Pseudovigna puerarioides ingår i släktet Pseudovigna och familjen ärtväxter. Inga underarter finns listade i Catalogue of Life.